# Ptilogonia neotropica
Ptilogonia neotropica là một loài ruồi trong họ Tachinidae.